# Life in Slow Motion
Life in Slow Motion – siódmy album studyjny Davida Graya. Wydawnictwo ukazało się 12 września 2005 w Europie i 13 września w Stanach Zjednoczonych.
Z albumu zostały wydane trzy single: "The One I Love", "Hospital Food" oraz "Alibi".
Life in Slow Motion ukazał się również na DualDisc; strona dvd dysku zawiera film dokumentalny o powstawaniu albumu, galerię zdjęć oraz teksty wszystkich utworów.

## Lista utworów
| 1.  | "Alibi" – 4:30 (napisał: Gray)                                  |  |
|     |                                                                 |  |
| 2.  | "The One I Love" – 3:29 (Gray, McClune)                         |  |
|     |                                                                 |  |
| 3.  | "Lately" – 4:13 (Gray, McClune, Malone, Bradshaw, Nolte)        |  |
|     |                                                                 |  |
| 4.  | "Nos da Cariad" – 4:10 (Gray, McClune, Malone, Bradshaw, Nolte) |  |
|     |                                                                 |  |
| 5.  | "Slow Motion" – 5:00 (Gray, McClune)                            |  |
|     |                                                                 |  |
| 6.  | "From Here You Can Almost See the Sea" – 3:39 (Gray)            |  |
|     |                                                                 |  |
| 7.  | "Ain't No Love" – 3:21 (Gray)                                   |  |
|     |                                                                 |  |
| 8.  | "Hospital Food" – 4:43 (Gray, Malone)                           |  |
|     |                                                                 |  |
| 9.  | "Now and Always" – 6:45 (Gray)                                  |  |
|     |                                                                 |  |
| 10. | "Disappearing World" – 5:05 (Gray)                              |  |
|     |                                                                 |  |
Na wydaniu japońskim pojawił się utwór bonusowy:
| 11. | "Everybody's Leaving Town" 4:26 (Gray) |  |
|     |                                        |  |